# GP Viborg
El GP Viborg (también llamada: Concordia Forsikring Grand Prix) es una carrera ciclista profesional de un día danesa que se disputa en Jutlandia, a finales del mes de abril. Se denominó Destination Thy durante el 2013 y el 2014.
Se creó en 2013 como última prueba del denominado Carreras del fin de semana del noroeste de Jutlandia disputada después de la Skive-Lobet y la Himmerland Rundt, respectivamente; formando parte, al igual que las anteriores, del UCI Europe Tour, dentro de la categoría 1.2 (última categoría del profesionalismo).

## Palmarés

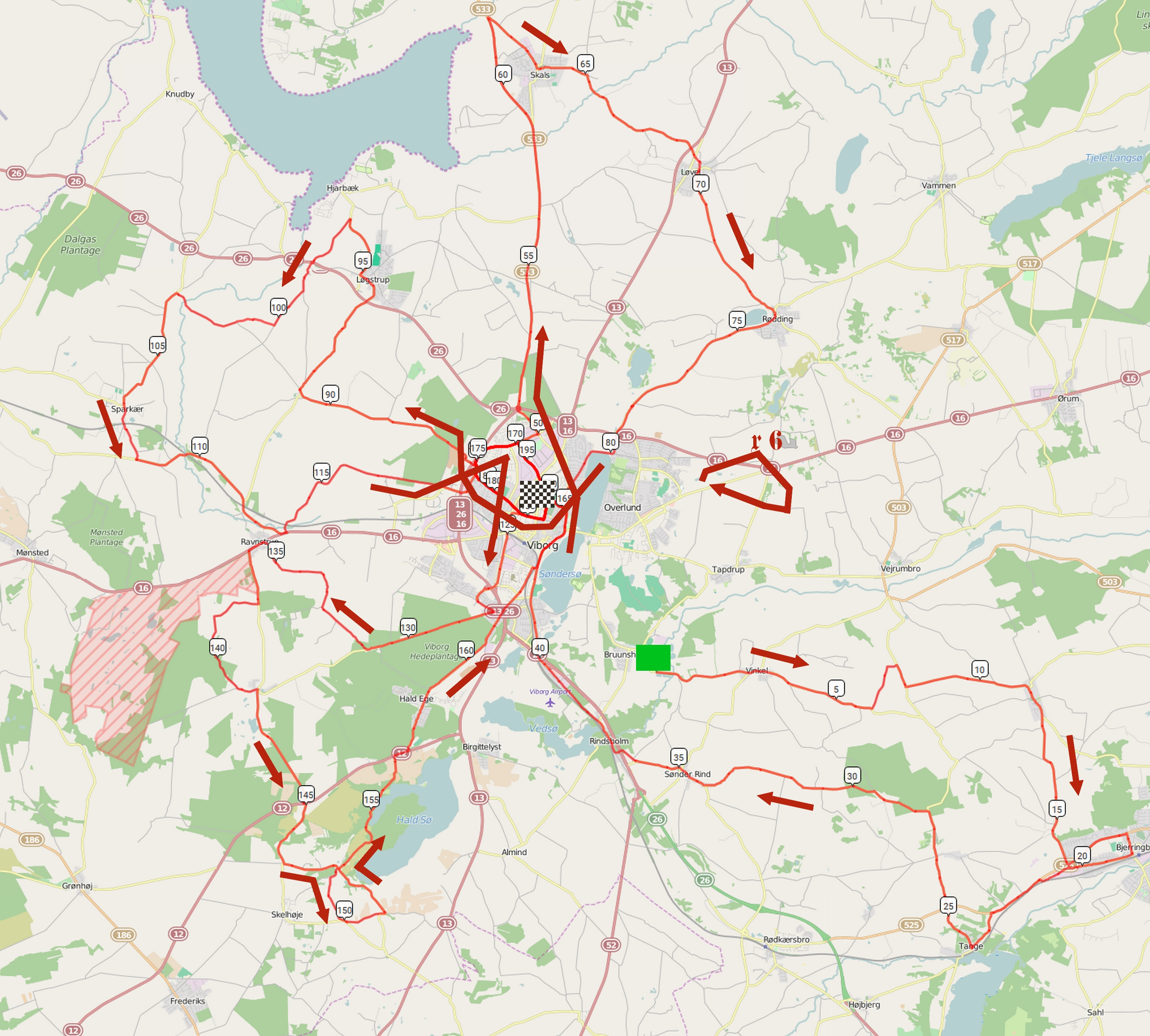
2015.

| Año             | Ganador        | Segundo                    | Tercero           |
| Destination Thy |                |                            |                   |
| --------------- | -------------- | -------------------------- | ----------------- |
| 2013            | Tino Zaballa   | Martin Mortensen           | Dries Hollanders  |
| 2014            | Magnus Cort    | Troels Vinther             | Morten Ollegaard  |
| GP Viborg       |                |                            |                   |
| 2015            | Oscar Landa    | Bob Schoonbroodt           | Wim Stroetinga    |
| 2016            | Johim Ariesen  | Andreas Hyldgaard Jeppesen | Kasper Asgreen    |
| 2017            | Kasper Asgreen | Jonas Vingegaard           | Rasmus Guldhammer |

## Palmarés por países
| País         | Victorias |
| ------------ | --------- |
| Dinamarca    | 2         |
| España       | 1         |
| Noruega      | 1         |
| Países Bajos | 1         |